# Guyana britannica ai Giochi della XVII Olimpiade
La Guyana britannica partecipò ai Giochi della XVII Olimpiade che si sono svolti a Roma dal 25 agosto all'11 settembre 1960, con una delegazione di 5 atleti impegnati in due discipline: atletica leggera e pugilato.
Fu la quarta partecipazione di questo paese ai Giochi olimpici. Non furono conquistate medaglie.